# リチャード・マニュエル
リチャード・マニュエル（Richard Manuel、1943年4月3日 - 1986年3月4日）は、カナダ出身のミュージシャン。ザ・バンドのメンバーとしてボーカル、ピアノ、ドラムなどを担当した。

## 生涯
マニュエルはオンタリオ州ストラスフォードで、父親が自動車工場で働く労働者の家庭に生まれた。子供のときから聖歌隊に加わりピアノを学ぶなど音楽教育を受けた。やがて彼は黒人音楽に興味を持ち、レイ・チャールズ、ボビー・ブランド、ジミー・リード、オーティス・ラッシュらのブルースやR&Bに夢中になった。
1957年ごろ、中学生の時にデュアン・エディ&レベルズに敬意を表して命名したザ・レヴォルズで活動し始めた。1961年夏、たまたま巡業に来ていたロニー・ホーキンスのショーの前座で「我が心のジョージア」を演奏。彼にスカウトされ、そのバック・バンド「ザ・ホークス」に参加。
ザ・ホークスは間もなく独立して、1965年にボブ・ディランのバックバンドとして活動。彼等は1968年にザ・バンドと改名し、レコード・デビューした。マニュエルは初期3作のアルバムでは作曲活動も積極的に行っている。またメンバーは、彼がメインのヴォーカリストと認識していた。デビュー・アルバム『ミュージック・フロム・ビッグ・ピンク』収録の「アイ・シャル・ビー・リリースト」（ボブ・ディラン作）は繊細そのものの歌唱を披露した名唱とされている。ロビー・ロバートソンは「彼の声にはどこからか悲しみがただよっている」と評している。
2作目『ザ・バンド』から数曲でドラムも担当。それまでドラマーとしての経験は無かったが、いざやってみるとドラマーのリヴォン・ヘルムをして「おれよりリチャードの方が上手いよ」と言わしめるほどの腕前だった。「ラグ・ママ・ラグ」制作時は、初めヘルムが演奏したがどうもしっくりいかず、代わりに彼が試すと、その素人っぽさが却ってよい効果を生んだ。
穏やかな性格で仲間から「ビーク」（Beak）と呼ばれて親しまれていた。しかしアルコール、ドラッグにのめり込み作曲活動は次第に衰えを見せ、声も荒れ、車を猛スピードで走らせたりするなどの奇行が目立つようになる。家族に家出されて生活も荒み切っていたが、友人たちの援助に支えられながら、かろうじて音楽活動を継続した。
ザ・バンドは1976年11月25日に行われた『ラスト・ワルツ』コンサートで解散。この時に撮影された映画にはマニュエルの姿はあまり登場しないが、彼は満身創痍の状態で歌うどころではなかった。「キング・ハーベスト」のリード・ボーカルも一人では歌い切れず、ヘルムとリック・ダンコが手伝い、ロバートソンが間奏のギター・ソロを長めにするなどして助けた。
1983年、ザ・バンドはロバートソン抜きで再結成するが、マニュエルには昔日の面影は無かった。彼はますます酒と薬に溺れるようになった。ヘルムは友人だった名マネージャーのアルバート・グロスマンの死に衝撃を受けて、止めていた酒と薬に再び手を出したと証言している。
1986年3月4日、ザ・バンドのツアーで滞在していたフロリダ州ウインター・パークにあるモーテルの一室で、首をつった状態で縊死しているのを発見された。享年42歳。自殺を図ったと結論された。
生前、ソロ・アルバムを発表することはなかった。2002年、1985年のライブの模様を収録したライブアルバム『ウィスパリング・パインズ〜ソロ・ライヴ』が発表されている。
エリック・クラプトンが1986年に発表したアルバム『オーガスト』の収録曲「ホーリー・マザー」は彼に捧げられた曲である。カウンティング・クロウズの2002年のアルバム『ハード・キャンディ』収録曲に「リチャード・マニュエルが死んだ」という副題のついた曲がある。

## ディスコグラフィ

### ライブ・アルバム
- 『ウィスパリング・パインズ〜ソロ・ライヴ』 - Whispering Pines: Live at the Getaway (2002年) ※1985年年10月12日ライブ録音
- 『ライヴ・イン・スクラントン1985』 - Live at O'Tooles Tavern (2009年) ※1985年年12月12日ライブ録音（ペンシルベニア州スクラントン） with リック・ダンコ
- 『ライヴ・アット・ザ・ローン・スター・カフェ1985』 - Live at the Lone Star (2011年) ※1985年1月ライブ録音（ニューヨーク） with リック・ダンコ、ガース・ハドソン